# Línia 1 (EMT València)

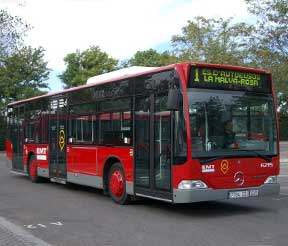
Mercedes-Benz Citaro (2010)

La línia 1 fou una línia d'autobusos de l'Empresa Municipal de Transports de València (EMT) què feia la ruta entre l'Estació d'Autobusos de València i el barri de la Malva-rosa. Els seus orígens es remunten a la línia de tramvies i troleibusos que duien el mateix nom.

## Història
La ruta inicial de la línia 1 era entre les torres de Serrans i la Malva-rosa en tramvies. L'aleshores empresa operadora, la SALTUV, canvià els tramvies que prestaven servici a la línia per troleibusos el 20 de juny de 1970; poc després, el 12 de febrer de 1976, la flota de la línia passà a ser completament d'autobusos i s'amplià la ruta cap a l'Estació Central d'Autobusos i l'hospital La Fe. El 22 de novembre de 1982, SALTUV tornà a modificar la ruta de la línia juntament amb la línia 2 i millorà la flota, passant de 10 a 12 autobusos.
El 17 de gener de 1986 la SALTUV és municipalitzada per l'ajuntament, passant a dir-se EMT i operant totes les línies. El 8 d'octubre de 2003, l'EMT modificà la ruta al tram de la Malva-rosa, ampliant el trajecte fins al carrer de Mendizábal. El 2 de desembre del mateix any, la ruta patí un nou canvi a la Malva-rosa en pasar per la zona oest del barri per a no solapar-se amb la línia 2. Finalment, el 20 de maig de 2004, la ruta es desvia per l'avinguda dels tarongers per tal de donar servici a l'Hospital de València al Mar. El 8 de novembre de 2005 modificà la ruta pel riu, dirigint-se a La Fe per l'avinguda de Burjassot. El 16 de gener de 2006, en reformar-se l'avinguda del Port en direcció cap a la mar, la línia tornà a canviar el seu traçat de tornada pels carrers de Juan Verdaguer i Illes Canàries. A partir de l'1 de gener de 2008 la línia 1 deixà de ser semicircular i modifica l'itinerari per Malva-rosa, Serradora, Albereda, Marge esquerra del riu i Estació d'Autobusos.
A partir de març de 2012, la línia començà a circul·lar pel nou Pont de Fusta. Al moment de la seua desaparició, l'any 2018, la L1 tenia la capçalera al carrer de Joaquim Ballester, continuava pel marge esquerre del jardí del Túria, passava pels carrers de Navarro Reverter, l'Albereda, Menorca, Serradora fins a arribar a la capçalera del carrer de Mendizábal, amb una freqüència d'entre 9 i 11 minuts.